# كاريزمة
كاريزمة (بالفارسية: کاریزمه) هي قرية تقع في قسم سنغ بست الريفي في إيران. يقدر عدد سكانها بـ 344 نسمة بحسب إحصاء 2016.